# Baltijskaja (anello centrale di Mosca)
Baltijskaja (in russo Балтийская?) è una stazione dell'anello centrale di Mosca. Situata nel quartiere di Vojkovskij, è situata a poca distanza dalla stazione di Vojkovskaja, posta lungo la linea 2.
Nel 2017 è stata utilizzata mediamente da 26.000 passeggeri al giorno

## Controversie sul nome
La stazione avrebbe dovuto chiamarsi Vojkovskaja in virtù della sua vicinanza all'omonima stazione della linea 2. Tuttavia l'idea ha suscitato forti opposizioni in particolare dalla Chiesa ortodossa russa e ampi strati della popolazione in quanto Pëtr Lazarevič Vojkov, a cui la stazione sarebbe stata dedicata, è considerato una figura assai controversa, avendo organizzato in prima persona l'assassinio della famiglia Romanov nel 1917. Un sondaggio popolare ha quindi stabilito di cambiare il nome della stazione in Baltijskaja mentre un'analoga consultazione ha invece confermato il nome della vicina stazione della metropolitana in Vojkovskaja.